# Uta Rüping
Uta Rüping (geboren 14. Juni 1956 in Neuss) ist eine deutsche Juristin, Rechtsanwältin, Notarin und Richterin. 2013 wurde sie Vizepräsidentin des Niedersächsischen Staatsgerichtshofs.

## Beruflicher Werdegang
Uta Rüping begann nach dem Abitur das Studium der Rechtswissenschaften an der Rheinischen Friedrich-Wilhelm-Universität Bonn.
Ihre Referendarzeit absolvierte sie in München, Augsburg, Luxemburg und Straßburg und legte 1983 die Zweite Juristische Staatsprüfung ab.
Seit dem 9. Juni 1983 ist sie als Rechtsanwältin zugelassen. 1986 promovierte sie an der Universität Bonn bei Fritz Ossenbühl zum Thema Verwaltungswille und Verwaltungsakt.
Seit 1987 ist Uta Rüping als Rechtsanwältin in Hannover tätig. Sie ist Fachanwältin für Verwaltungsrecht und Fachanwältin für Medizinrecht. Seit dem Jahr 2000 ist sie auch Notarin. Vom 1. Februar 2007 bis 21. Juni 2007 war sie stellvertretendes Mitglied des Niedersächsischen Staatsgerichtshofs, seit dem 22. Juni 2007 ist sie ordentliches Mitglied und seit dem 5. Juni 2013 nach einer Nominierung durch die CDU-Landtagsfraktion Vizepräsidentin. Ihre Amtszeit ist bis 21. Juni 2021 befristet.

## Ämter und Mitgliedschaften
- Mitglied des redaktionellen Beirats der Niedersächsischen Verwaltungsblätter
- Mitglied des redaktionellen Beirats der NordÖR[4]
- Vorsitzende des Wahlprüfungsausschusses der Architektenkammer Niedersachsen[5]

## Privatleben
Uta Rüping hat zwei Kinder.

## Publikationen (Auswahl)

### Monografien
- Klaus Malek, Uta Rüping: Zwangsmaßnahmen im Ermittlungsverfahren - Verteidigerstrategien. (Durchsuchung, Beschlagnahme, körperliche Untersuchung, Unterbringung zur Beobachtung, Identifizierungsmaßnahmen, erkennungsdienstliche Behandlung, Überwachung des Fernmeldeverkehrs, Kontrollstellen, Netzfahndung). = Praxis der Strafverteidigung, Bd. 13. Verlag C. F. Müller, 1991
- Uta Rüping: Abgabe, Kauf und Bewertung psychotherapeutischer Praxen. Psychotherapeutenverlag, 2008, ISBN  978-3938909232

### Kommentare
- Mitautorin von Volker Epping (Hrsg.): Niedersächsisches Hochschulgesetz mit Hochschulzulassungsgesetz (Handkommentar). Nomos Verlag, 2016, ISBN  978-3848710980